# Phyllachne clavigera
Phyllachne clavigera är en tvåhjärtbladig växtart som först beskrevs av Joseph Dalton Hooker, och fick sitt nu gällande namn av Ferdinand von Mueller. Phyllachne clavigera ingår i släktet Phyllachne och familjen Stylidiaceae. Inga underarter finns listade i Catalogue of Life.